# Scotopteryx fuscomarginata
Scotopteryx fuscomarginata är en fjärilsart som beskrevs av Barend J. Lempke 1950. Scotopteryx fuscomarginata ingår i släktet backmätare, och familjen mätare. Inga underarter finns listade.